# Jeunesse Club d'Abidjan (basket-ball)
La Jeunesse Club d'Abidjan (JCA) est un club ivoirien de basket-ball basé à Abidjan. 

## Histoire
Jeunesse Club d’Abidjan, couramment appelé JCA Basket, est un club ivoirien de basketball fondé en 2010 et basé à Abidjan, en Côte d’Ivoire. Le club évolue dans l’élite du championnat national et s’est rapidement imposé comme l’une des références du basketball ivoirien.
Historique
Fondé en 2010, le Jeunesse Club d’Abidjan est né de la volonté de promouvoir le basketball chez les jeunes en Côte d’Ivoire. Dès ses débuts, le club affiche des ambitions sportives élevées, atteignant la finale du championnat national dès sa première saison.

Au fil des années, le club consolide sa position parmi les meilleures équipes du pays, grâce à une politique axée sur la formation, le professionnalisme et la performance.
Le club remporte sa première Coupe de Côte d'Ivoire en 2023, s'imposant en finale face à la Société omnisports de l'Armée.